# Michael Fetter Nathansky

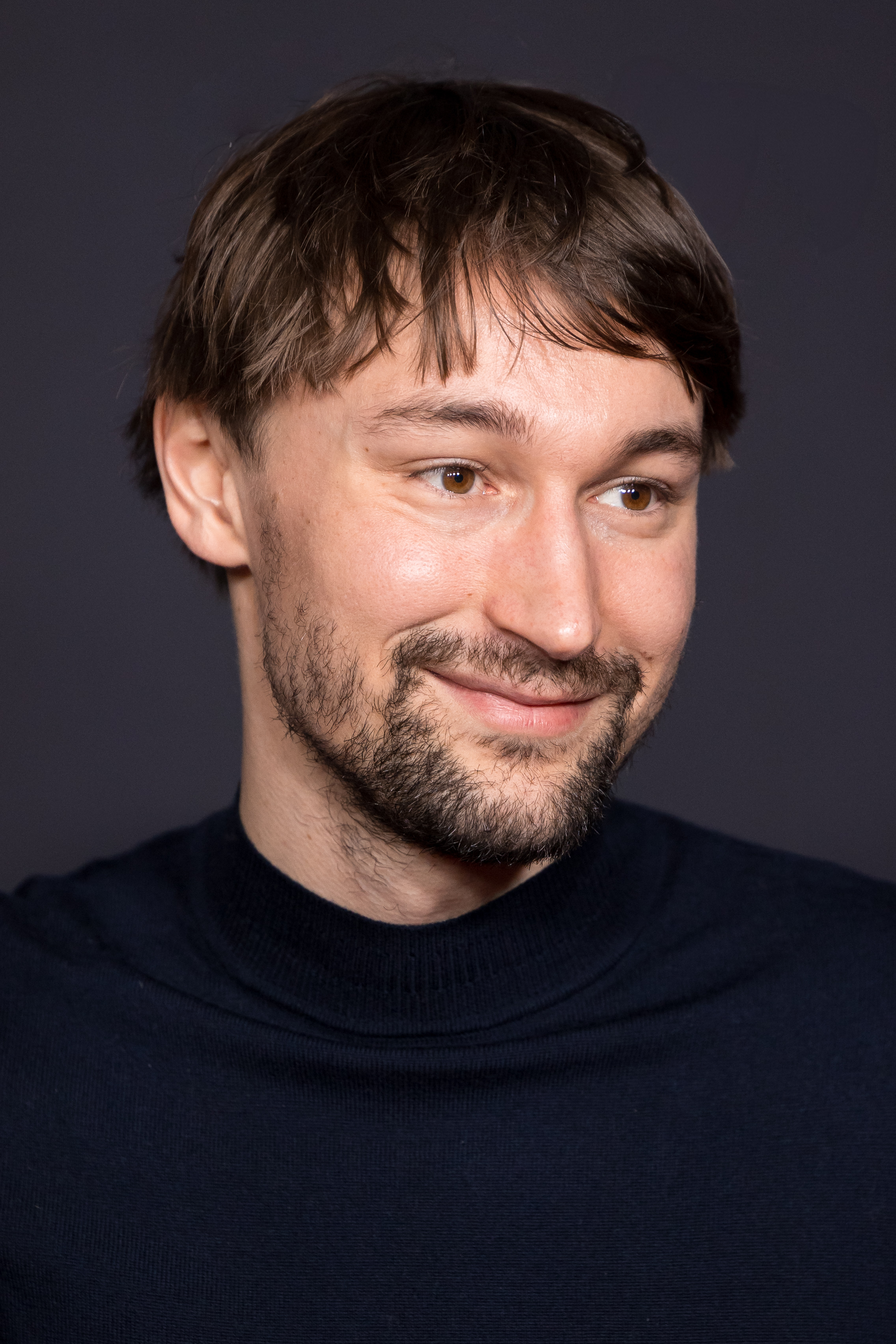
Michael Fetter Nathansky (2024)

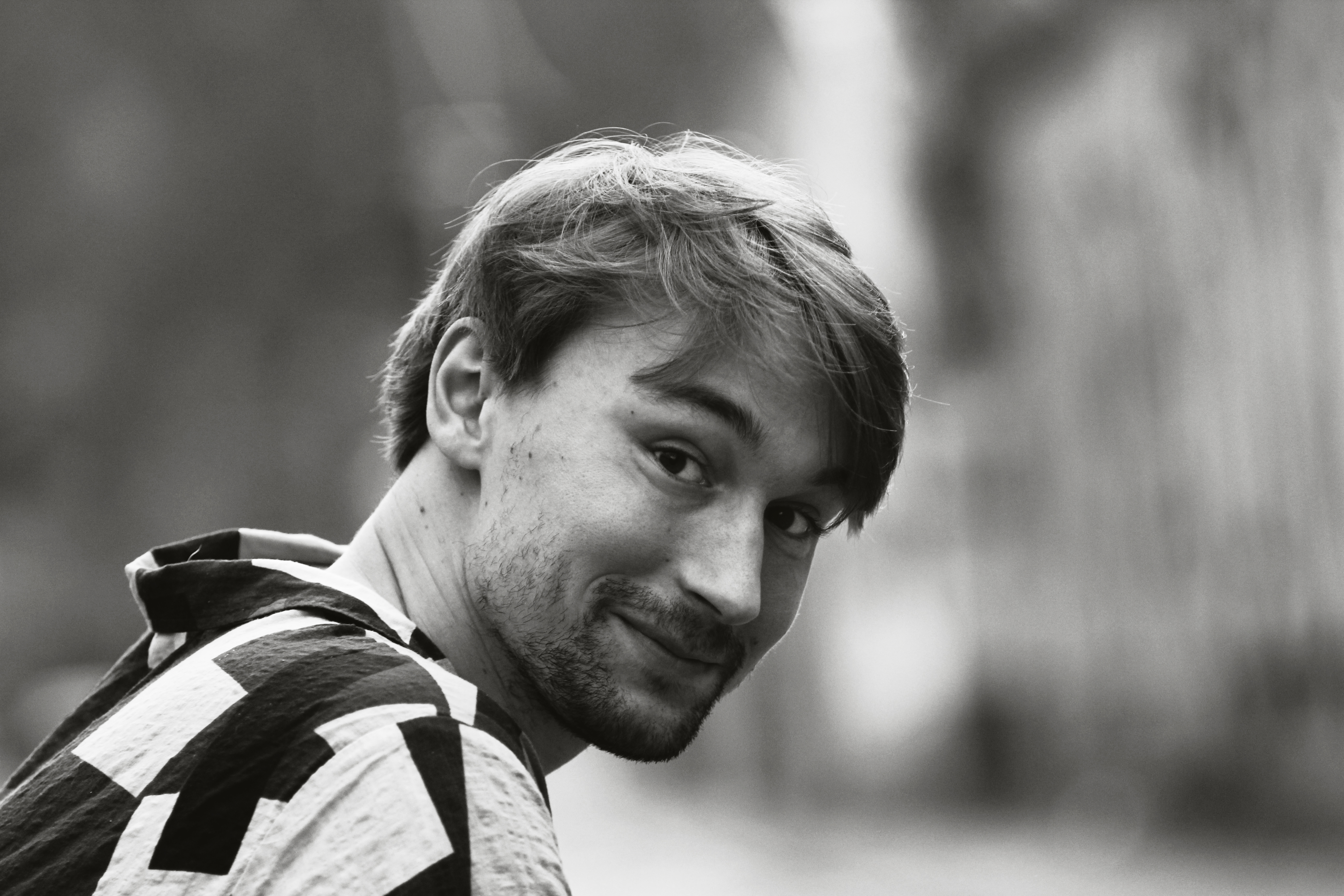
Michael Fetter Nathansky im Jahr 2020

Michael Fetter Nathansky (* 1993 in Köln) ist ein deutscher Filmregisseur und Drehbuchautor.

## Leben
Michael Fetter Nathansky wuchs in Deutschland und Spanien auf. 2012 legte er das Abitur am Erzbischöflichen Irmgardis-Gymnasium in Köln ab. Von 2013 bis 2021 absolvierte er ein Studium der Filmregie an der Filmuniversität Babelsberg. Sein im Rahmen des Bachelor-Studiums entstandener Kurzfilm „Gabi“ feierte 2017 im Rahmen der Berlinale Premiere und wurde u. a. mit dem Deutschen Kurzfilmpreis ausgezeichnet.
2018 gründete Fetter Nathansky gemeinsam mit den Produzentinnen Virginia Martin und Anna-Sophie Philippi die Produktionsfirma Contando Films, mit welcher er später zwei Kurzfilme sowie seinen Master-Abschlussfilm realisierte. In vielen der im Rahmen seines Studiums entstandenen Kurzfilme setzt Fetter Nathansky sich mit den Grenzen von Fiktion und Dokumentation auseinander, so beispielsweise in seinem Film Kurtsky – Die Eintagsfliege, der in Kooperation mit dem rbb entstand und auf dem DOK Leipzig Festival 2014 uraufgeführt wurde. Für seinen Abschlussfilm Sag du es mir wurde Fetter Nathansky für den First Steps Award nominiert sowie mit zahlreichen Preisen ausgezeichnet, darunter der Hauptpreis auf dem Festival des Deutschen Films in Ludwigshafen 2019 und der Preis für das beste Drehbuch beim Achtung Berlin Festival 2020. Im Frühjahr 2020 war Fetter Nathansky Teilnehmer des Berlinale Talents Programms. 2022 kam der Film The Ordinaries in die Kinos, an dessen Drehbuch Michael Fetter Nathansky mitwirkte. Zwei Jahre später stelle er seinen zweiten Spielfilm Alle die Du bist (2024) mit Aenne Schwarz fertig, der eine Einladung in die Sektion Panorama der 74. Berlinale erhielt.

## Filmografie
- 2014 60 Jahre in 60 Minuten[4]
- 2014: Kurtsky - Die Eintagsfliege (Kurz-Mockumentary)[7]
- 2015: Chewbaccerl (Kurz-Dokumentarfilm)
- 2015: Pitter (Kurzfilm)[8]
- 2017: Monday - A German Lovestory (Kurz-Spielfilm, nur Darsteller)[4]
- 2017: Rien ne va plus (Kurz-Spielfilm, nur Drehbuch)[9]
- 2017: Gabi (Kurzfilm)[10]
- 2018/2019: Sag du es mir (Kinospielfilm)[11]
- 2019: Eine Geschichte ohne Dich (Kurz-Dokumentarfilm)[4]
- 2019: Und weinen können (Kurz-Spielfilm)[4]
- 2020: Salidas (Kurzfilm)[4]
- 2022: The Ordinaries (Kinospielfilm, nur Drehbuch)[4]
- 2024: Alle die Du bist (Kinospielfilm)

## Auszeichnungen
| Jahr | Festival                               | Kategorie | Empfänger                                                            | Ergebnis  | Einzelnachweise |
| ---- | -------------------------------------- | --- | -------------------------------------------------------------------- | --------- | --------------- |
| 2017 | Deutscher Kurzfilmpreis                | Spielfilme von mehr als 10 Minuten bis 30 Minuten                                                                    | Michael Fetter Nathansky, Filmuniversität Babelsberg                 | Gewonnen  | [ 12 ]          |
| 2017 | Poitiers Film Festival                 | Jury Prize | Michael Fetter Nathansky                                             | Nominiert | [ 12 ]          |
| 2017 | Kulturförderpreis Nordrhein-Westfalen  | Nachwuchspreis | Michael Fetter Nathansky                                             | Gewonnen  | [ 13 ]          |
| 2017 | Studio Hamburg Nachwuchspreis          | Studio Hamburg Nachwuchspreis, Nominierung für Gabi                                                                  | Michael Fetter Nathansky                                             | Nominiert | [ 14 ]          |
| 2017 | Filmfest Dresden                       | Publikumspreis für Gabi                                                                                              | Michael Fetter Nathansky                                             | Gewonnen  | [ 10 ]          |
| 2019 | Festival des Deutschen Films           | Hauptpreis für Sag Du es mir                                                                                         | Michael Fetter Nathansky                                             | Gewonnen  | [ 15 ]          |
| 2019 | FIRST STEPS Award                      | First Steps Award, Nominierung in der Kategorie „Abendfüllender Spielfilm“ für Sag du es mir                         | Michael Fetter Nathansky                                             | Nominiert | [ 16 ]          |
| 2019 | Filmz Festival des deutschen Kinos     | Publikumspreis für Sag du es mir                                                                                     | Michael Fetter Nathansky                                             | Gewonnen  | [ 17 ]          |
| 2019 | Ahrenshooper Filmnächte                | Förderpreis für Sag du es mir                                                                                        | Michael Fetter Nathansky                                             | Gewonnen  | [ 18 ]          |
| 2019 | Kinofest Lünen                         | HWG Drehbuchpreis | Michael Fetter Nathansky                                             | Gewonnen  | [ 11 ]          |
| 2020 | Achtung Berlin                         | Preise für bestes Drehbuch, beste Produktion und bestes Schauspielerensemble für Sag du es mir                       | Michael Fetter Nathansky, Contando Film, Gisa Flake, Christina Große | Gewonnen  | [ 19 ]          |
| 2021 | Bundesfestival junger Film             | Filmreif – Innovationspreis                                                                                          | Michael Fetter Nathansky, Film Salidas                               | Gewonnen  | [ 20 ]          |
| 2021 | German Film Critics Association Awards | German Film Critics Association Award, Nominierungen in der Kategorien „Bestes Drehbuch“ und „Bestes Spielfilmdebüt“ | Michael Fetter Nathansky                                             | Nominiert | [ 12 ]          |
| 2022 | Filmfest München                       | German Cinema New Talent Award, Nominierung in der Kategorie „Bestes Drehbuch“ für The Ordinaries                    | Michael Fetter Nathansky                                             | Nominiert | [ 12 ]          |
| 2022 | FIRST STEPS Award                      | Abendfüllender Spielfilm für The Ordinaries                                                                          | Sophie Linnenbaum (Buch: Michael Fetter Nathansky)                   | Gewonnen  | [ 21 ]          |
| 2022 | Filmkunstfest Mecklenburg-Vorpommern   | Förderpreis der DEFA-Stiftung für The Ordinaries                                                                     | Sophie Linnenbaum (Buch: Michael Fetter Nathansky)                   | Gewonnen  | [ 22 ]          |